# Pászti Lilla
Pászti Lilla (Tura, 1957 –) modell, manöken, filmszínésznő, táncművész.

## Élete
1975-ben végzett az Állami Balett Intézetben néptáncművész évfolyamán, és abban az évben lett az akkori Néphadsereg Művészegyüttes tagja, ahol akkor dolgozott Eifert János is, aki sok fotót készített a Füles (magazin) című lapba és egyéb újságba. Fotómodellként ekkor kezdték el foglalkoztatni. Levizsgázott az Állami Artistaképző Intézet manöken és fotómodell szakán, ahol fotómodell és manöken oklevelet szerzett.
A Skála Metró indulásakor, 1984-től  lett a reklámarca, háziasszonya. Skála-Coop cégcsoport második legnagyobb áruháza volt a korábban megnyitott Skála Budapest Nagyáruház után. Televízióban, plakátokon láthatták.
A dokumentátor c. játékfilm (1988, rendezte: Dárday István, Szalai Györgyi) női főszerepét (Chip) kapta, Dés Mihály volt a másik főszereplő, akivel az akkori Nyugat-berlini Filmfesztiválon különdíjat kaptak.
1989 óta második férjével Olaszországban él, átállt a fényképezőgép másik oldalára, és fotóriporterként dolgozik.

## Fotósai voltak
Többek közt: Lengyel Miklós, Kanyó Béla (fotóművész), Bacsó Béla és Módos Gábor fotóművészek.